# Mihai Sorin Rădulescu
Mihai Sorin Rădulescu (n. 1966, București) este un istoric român, profesor universitar la Facultatea de Istorie a Universității din București. Este specialist în istorie socială românească și genealogii.

## Biografie
A participat ca licean și apoi, ca student al Facultății de Istorie, la ședințele Comisiei de Heraldică, Genealogie și Sigilografie de pe lângă Institutul Nicolae Iorga. Acolo i-a cunoscut pe istoricii Paul Cernovodeanu și Maria Dogaru. Ulterior a făcut studii în străinătate, în Franța și în Germania.

## Operă
Volume publicate:
- Elita liberală românească, 1860-1900, Editura All, 1998
- Genealogii, Editura Albatros, 1999
- Genealogia românească, Editura Istros, 2000
- Memorie și strămoși, Editura Albatros, 2002
- Cu gândul la lumea de altădată, Editura Albatros, 2005
- În căutarea unor istorii uitate, Editura Vremea, 2011[5]